# Forma 212
Forma 212 és una escultura abstracta, obra de Josep Maria Subirachs i Sitjar, situada a l'Avinguda d'Arturo Mundet, prop del Passeig de la Vall d'Hebron, al recinte Mundet al barri de Montbau de Barcelona.
L'obra, feta en formigó, de 2,70 m de llarg i 1,80 m d'alt, s'hi va instal·lar el 1957. Va ser la primera escultura abstracta instal·lada en un indret públic de Barcelona. Per a Subirachs també va marcar la incursió en l'abstracció i la seva primera intervenció pública.